# Cantó de Clary
El cantó de Clary és una divisió administrativa francesa, situada al departament del Nord i la regió dels Alts de França.

## Composició
El cantó de Clary aplega les comunes següents :
- Bertry
- Busigny
- Caudry
- Caullery
- Clary
- Dehéries
- Élincourt
- Esnes
- Haucourt-en-Cambrésis
- Ligny-en-Cambrésis
- Malincourt
- Maretz
- Montigny-en-Cambrésis
- Villers-Outréaux
- Walincourt-Selvigny

## Història
| Date d'elecció                        | Identitat    | Partit        |
| ------------------------------------- | ------------ | ------------- |
| 2001-                                 | Guy Bricourt | Divers droite |
| Les dades anteriors no són conegudes. |              |               |
|                                       |              |               |

## Demografia
| 1962 | 1968   | 1975   | 1982   | 1990   | 1999   | 2006   |
| ---- | ------ | ------ | ------ | ------ | ------ | ------ |
| -    | 32.374 | 32.228 | 31.292 | 30.052 | 29.660 | 29.879 |